# Су-Сент-Мари (Мичиган)
Су-Сент-Мари (англ. Sault Ste. Marie) — город в штате Мичиган, административный центр округа Чиппева. Самый старый из городов штата и один из наиболее старых в США.
Расположен на крайней восточной оконечности Верхнего полуострова в штате Мичиган, на границе с Канадой, напротив одноимённого города-близнеца Су-Сент-Мари — наиболее старого в провинции Онтарио, от которого его отделяет река Сент-Мэрис. Между городами расположены знаменитые шлюзы Су-Локс.
По данным переписи 2010 года в городе проживало 14 144 жителя.
Примерно в 32 км к югу от города находится Международный аэропорт округа Чиппева, код IATA: CIU. Самолёты малой авиации общего назначения также используют Муниципальный аэропорт Су-Сент-Мари (так же известный как Сандерсон Филд) расположенный примерно в 1,85 км к юго-западу от центра города, код IATA: SSM

## История
До прихода европейцев на данной территории проживали племена оджибве-чиппева, называвшие эту местность Baawitigong («пороги-каскады») из-за расположенных на реке Сент-Мэрис порогов. Штат Мичиган получил название от слова Mishigamaw, «большая вода» (озеро) на языке оджибве.
В 1668 году французские миссионеры Клод Даблон и Жак Маркетт основали миссию на берегу, ныне относящемся к Канаде. Постепенно миссия разрослась и часть её оказалась расположена на мичиганском берегу. Таким образом, селение оказалось наиболее старым в Мичигане, и третьим по возрасту к западу от Аппалачей. В XVIII веке селение было важным центром торговли мехами Северо-Западной компании.
Когда Новая Франция перешла под контроль британцев, город также вошёл в состав британской колонии Верхняя Канада (ныне провинция Онтарио). В 1817 году в результате демаркации границы южная часть перешла под контроль США, а северная осталась в составе Канады.
Пороги на реке длительное время представляли проблему для судоходства. В 1855 году был построен первый из шлюзов, затем другие. В первой половине XX века город был известен кожевенным производством (фабрика закрыта в 1958 г.). В 1939 году в городе открыт ледяной каток, функционирующий до настоящего времени.

## География
| Показатель                                                                | Янв.  | Фев.  | Март  | Апр.  | Май   | Июнь  | Июль  | Авг.  | Сен.  | Окт.  | Нояб. | Дек. | Год  |
| ------------------------------------------------------------------------- | ----- | ----- | ----- | ----- | ----- | ----- | ----- | ----- | ----- | ----- | ----- | ---- | ---- |
| Абсолютный максимум, °C                                                   | 9     | 10    | 28    | 29    | 33    | 34    | 37    | 37    | 35    | 28    | 23    | 17   | 37   |
| Средний суточный максимум, °C                                             | −4,4  | −3,1  | 1,9   | 9,2   | 17,3  | 22,5  | 24,9  | 24,3  | 20,0  | 12,3  | 5,1   | −0,8 | 10,8 |
| Средняя температура, °C                                                   | −8,8  | −7,9  | −2,9  | 4,1   | 11,2  | 16,2  | 18,9  | 18,7  | 14,7  | 7,9   | 1,6   | −4,6 | 5,8  |
| Средний суточный минимум, °C                                              | −13,1 | −12,6 | −7,8  | −1    | 5,0   | 9,8   | 12,9  | 13,0  | 9,3   | 3,6   | −2,1  | −8,3 | 0,7  |
| Абсолютный минимум, °C                                                    | −33   | −36   | −33   | −25   | −8    | −3    | 2     | −2    | −4    | −9    | −24   | −35  | −38  |
| Среднее число солнечных часов в месяц                                     | 104,9 | 142,5 | 206,4 | 227,5 | 280,3 | 281,2 | 303,6 | 248,9 | 172,9 | 122,6 | 70,4  | 77,4 | 2239 |
| Среднее число дней с осадками                                             | 19    | 14    | 12    | 12    | 11    | 11    | 11    | 11    | 13    | 17    | 17    | 19   | 165  |
| Норма осадков, мм                                                         | 56    | 38    | 46    | 67    | 67    | 72    | 78    | 81    | 100   | 111   | 87    | 71   | 875  |
| Источник: Национальное управление океанических и атмосферных исследований |       |       |       |       |       |       |       |       |       |       |       |      |      |

## Экономика
Основой экономики города является туризм (природные достопримечательности).

## Образование
В городе расположен государственный университет Лейк-Супериор (чуть менее 2,5 тыс. студентов).

## Города-побратимы
- Су-Сент-Мари (Онтарио), Канада
- Рюё, Япония

## Фотографии
| - Вид со спутника (июнь 2007): мичиганский Су-Сент-Мари на юге, а его онтарийский близнец — на севере. - Мэрия города. - Кампус государственного университета Лейк-Супериор изначально был Фортом Брэди. |